# Função zeta local
Na teoria dos números, uma função zeta local é uma função geratriz
Z(t) para o número de soluções de um conjunto de equações definidas sobre um corpo finito F, em extensão de campos Fk de F.

## Formulação
A analogia com a função zeta de Riemann
{\displaystyle \zeta (s)}
se estabelece através da derivada logarítmica
{\displaystyle \zeta '(s)/\zeta (s)}.
Dado um F, existe, em um isomorfismo, somente um corpo Fk com 
[Fk:F] = k,
para k = 1,2, ... . Dado um conjunto de equações de polinômios — ou uma variedade algébrica V — definida sobre F, podemos contar o número 
Nk
de soluções em Fk; e criar a função geratriz
G(t) = N1.t + N2.t2/2 + ... .
A definição correta de Z(t) é tomar o log Z igual a G, e portanto 
Z = exp(G);
teremos que Z(0) = 1 dado que G(0) = 0, e Z(t) é a priori uma série de potência formal.

## Exemplos
Por exemplo, assumindo que todos os Nk são 1; isto ocorre por exemplo se começamos com uma equação do tipo X = 0, de forma que geometricamente estamos tomando V em um ponto. Então 
G(t) = −log(1 − t)
é a expansão de um logaritmo (para |t| < 1). Neste caso se tem que
Z(t) = 1/(1 − t).
Outro caso mais interessante é, se V é a linha de projeção sobre F. Se F tem uma quantidade q de elementos, então esta tem q + 1 pontos, incluindo como correspondente o ponto no infinito. Portanto teremos
Nk = qk + 1
e
G(t) = −log(1 − t) − log(1 − qt),
para um |t| suficientemente pequeno.
Neste caso temos
Z(t) = 1/{(1 − t)(1 − qt)}.

## Motivações
A relação entre as definições de G e Z pode ser explicada de diversas formas. Na prática faz de Z uma função racional de t, algo que resulta interessante ainda no caso em que V seja uma curva elíptica sobre um corpo finito. 
São as funções Z que são desenhadas para multiplicar, para obter funções globais zeta. Isto compreende diferentes corpos finitos (por exemplo a família completa de corpos Z/p.Z com p um número primo. Nesta relação, a variável t é substituída por p-s, onde s é a variável complexa tradicionalmente usada nas séries de Dirichlet. (Para maiores detalhes ver função zeta de Hasse-Weil). Isto explica também porque se utiliza a derivada logarítmica com relação de s.
Com estes antecedentes, os produtos de Z nos dois casos resultam ser {\displaystyle \zeta (s)} e {\displaystyle \zeta (s)\zeta (s-1)}.